# Лук родственный
Лук родственный (лат. Allium affine) — многолетнее травянистое растение, вид рода Лук (Allium) семейства Луковые (Alliaceae).

## Распространение и экология
В природе ареал вида охватывает западные и северо-западные районы Западной Азии.
Произрастает на сухих склонах.

## Ботаническое описание
Луковица яйцевидная, диаметром 1—2 см; наружные оболочки серые, бумагообразные; оболочки замещающей луковицы желтоватые. Луковички одиночные, крупные, гладкие, желтоватые. Стебель высотой около 20—80 см, до половины одетый шероховатыми, реже гладкими влагалищами листьев.
Листья в числе трёх—пяти, шириной 2—4 мм, дудчатые, полуцилиндрические, желобчатые, шероховатые, значительно короче стебля.
Чехол в два раза длиннее зонтика, рано опадающий. Зонтик коробочконосный, шаровидный, очень редко полушаровидный, густой, многоцветковый. Цветоножки в три—четыре раза длиннее околоцветника, очень тонкие, под цветком утолщённые, обычно неравные, центральные до двух раз длиннее наружных. Листочки узко-колокольчатого околоцветника беловатые, с сильной зелёной жилкой, гладкие, тупые, длиной около 4 мм, наружные слегка килеватые, продолговатые, внутренние продолговато-линейные, немного уже и немного длиннее наружных. Нити тычинок на четверть или на треть длиннее листочков околоцветника, при основании между собой и с околоцветником сросшиеся, голые, наружные треугольно-шиловидные, внутренние трёхраздельные. Столбик выдается из околоцветника.
Створки коробочки эллиптические или обратнояйцевидные, узко-выемчатые, длиной около 5 мм.

## Таксономия
Вид Лук родственный входит в род Лук (Allium) семейства Луковые (Alliaceae) порядка Спаржецветные (Asparagales).
|  |                                      |  |                                                             |                                                             |                   |  | ещё 24 семейства (согласно Системе APG II) | ещё 24 семейства (согласно Системе APG II) |                     |  |  |  | ещё более 870 видов |
|  |                                      |  |                                                             |                                                             |                   |  | ещё 24 семейства (согласно Системе APG II) | ещё 24 семейства (согласно Системе APG II) |                     |  |  |  | ещё более 870 видов |
|  |                                      |  |                                                             | порядок Спаржецветные                                       |                   |  |                                            |                                            | род Лук             |  |  |  |                     |
|  |                                      |  |                                                             | порядок Спаржецветные                                       |                   |  |                                            |                                            | род Лук             |  |  |  |                     |
|  | отдел Цветковые, или Покрытосеменные |  |                                                             |                                                             | семейство Луковые |  |                                            |                                            | вид Лук родственный |  |  |  |                     |
|  | отдел Цветковые, или Покрытосеменные |  |                                                             |                                                             | семейство Луковые |  |                                            |                                            |                     |  |  |  |                     |
|  |                                      |  | ещё 44 порядка цветковых растений (согласно Системе APG II) | ещё 44 порядка цветковых растений (согласно Системе APG II) |                   |  |                                            | ещё около 300 родов                        | ещё около 300 родов |  |  |  |                     |
|  |                                      |  |                                                             | ещё 44 порядка цветковых растений (согласно Системе APG II) |                   |  |                                            |                                            | ещё около 300 родов |  |  |  |                     |